# أمينوف
أمينوف هو عائلة نبيلة فنلندية وسويدية. تعود أصول العائلة إلى عائلة روسية قديمة من أصل روسي. أنجبت العائلة رجال دولة وضباط رفيعي المستوى وعلماء وفنانين وتجار وصناعيين. تحمل عائلة أمينوف ألقاب كونت وبارون.
تعود أصول عائلة أمينوف إلى عائلة روسية قديمة يُزعم أنها تنحدر من "رادجا" الذي عاش في كييف ونوفغورود في القرن الثاني عشر، وكان يعمل كموظف في بلاط الأمير "فسييفولود الثاني أولغوفيتش". انتقل رادجا إلى كييف من بوهيميا عام 1146.
وفقًا لتقدير آخر، قد يكون جد العائلة هو السفير "أمين" (توفي بعد عام 1365) الذي عمل كسفير لموسكو لدى "الورد الذهبي". كان السفير أمين يتحدث اللغة التتارية، وهو ما كان مفيدًا في المهام الدبلوماسية.
ومع ذلك، فإن الجد المؤكد للعائلة هو "إيفان أمين يوريفيتش كوريستين"، الذي كان من نسل رادجا. شارك حفيده "نيكيتا إيفانوفيتش أمينيف" في حصار قازان، واسمه محفور على كاتدرائية "أوسبينسكي" في موسكو.
كان أسلاف العائلة يعملون كحرفيين في جمهورية نوفغورود وموسكو الكبرى.
جد العائلة السويدية والفنلندية هو "فيودور غريغوريفيتش أمينيف"، الذي عمل كرئيس لقلعة "إيفانوفا" في إنجرمانلاند في أوائل القرن السابع عشر. كانت والدته أميرة من عائلة غوليتسين.
في عام 1612، اضطر أمينيف لتسليم القلعة للجيش السويدي خلال الفوضى الروسية، وانتقل لاحقًا إلى خدمة السويد. تم تجنيسه في النبل السويدي عام 1618 تحت اسم أمينوف.
استولت الإمبراطورية الروسية على فنلندا من السويد خلال حرب فنلندا (1808-1809). جعل الإمبراطور الروسي ألكسندر الأول فنلندا دوقية ذات حكم ذاتي. منح الملك السويدي غوستاف الرابع أديولف لقب بارون للجنرال يوهان فريدريك أمينوف عام 1808. بقي أمينوف في فنلندا بعد الحرب، وأكد ألكسندر الأول لقب البارون له عام 1812 ومنحه لقب الكونت عام 1819.
تم إدراج عائلة أمينوف في بيت النبلاء الفنلندي عام 1818. تم إدراج فرع العائلة النبيل كعضو في بيت النبلاء عام 1818، بينما تم إدراج فرع البارون عام 1818 وفرع الكونت عام 1821.
1. 1 2 3 4 5 6 7 8 9  Aminoff، Berndt Herman؛ Aminoff، Torsten G. (1978). Släkten Aminoff. Släktföreningen Aminoff i Finland. Ekenäs: Ekenäs tryckeri. ISBN:978-951-9000-60-2.
2. 1 2 3 4 5 6 7 8 9  "Aminoff nr 456 - Adelsvapen-Wiki". www.adelsvapen.com. مؤرشف من الأصل في 2013-06-28. اطلع عليه بتاريخ 2024-10-21.
3. 1 2 3 4 5 6 7 8 9  "Aminoff, släkt - Svenskt Biografiskt Lexikon". sok.riksarkivet.se. مؤرشف من الأصل في 2024-11-18. اطلع عليه بتاريخ 2024-10-21.
4. 1 2 3 4  Wolff، Charlotta؛ Nurmiainen، Jouko (2022). Johan Fredrik Aminoff: kustaviaani kahdessa valtakunnassa. Helsingissä: Kustannusosakeyhtiö Otava. ISBN:978-951-1-46554-6.
5. ↑  "ЭСБЕ/Аминовы — Викитека". ru.wikisource.org (بالروسية). Archived from the original on 2024-06-16. Retrieved 2024-10-21.
6. 1 2  "Johan Fredrik Aminoff - Svenskt Biografiskt Lexikon". sok.riksarkivet.se. مؤرشف من الأصل في 2024-09-05. اطلع عليه بتاريخ 2024-10-21.
7. ↑  "Suvut ja vaakunat - Finlands riddarhus". ritarihuone.fi. مؤرشف من الأصل في 2023-10-31. اطلع عليه بتاريخ 2024-10-21.
8. ↑  "Suvut ja vaakunat - Finlands riddarhus". ritarihuone.fi. مؤرشف من الأصل في 2023-10-31. اطلع عليه بتاريخ 2024-10-21.
9. ↑  "Suvut ja vaakunat - Finlands riddarhus". ritarihuone.fi. مؤرشف من الأصل في 2023-10-31. اطلع عليه بتاريخ 2024-10-21.